# Саут-Галл-Лейк (Мічиган)
Саут-Галл-Лейк (англ. South Gull Lake) — переписна місцевість (CDP) в США, в окрузі Каламазу штату Мічиган. Населення — 1179 осіб (2020).

## Географія
Саут-Галл-Лейк розташований за координатами 42°23′11″ пн. ш. 85°24′23″ зх. д. / 42.38639° пн. ш. 85.40639° зх. д. (42.386452, -85.406297).  За даними Бюро перепису населення США в 2010 році переписна місцевість мала площу 8,15 км², з яких 3,50 км² — суходіл та 4,66 км² — водойми.

## Демографія
Згідно з переписом 2010 року, у переписній місцевості мешкали 1182 особи в 512 домогосподарствах у складі 368 родин. Густота населення становила 145 осіб/км².  Було 802 помешкання (98/км²).
Расовий склад населення:
| - 97,2 % — білих - 1,4 % — азіатів - 0,4 % — чорних або афроамериканців - 0,2 % — корінних американців |

До двох чи більше рас належало 0,8 %. Частка іспаномовних становила 0,9 % від усіх жителів.
За віковим діапазоном населення розподілялося таким чином: 18,7 % — особи молодші 18 років, 60,4 % — особи у віці 18—64 років, 20,9 % — особи у віці 65 років та старші. Медіана віку мешканця становила 51,6 року. На 100 осіб жіночої статі у переписній місцевості припадало 97,0 чоловіків;  на 100 жінок у віці від 18 років та старших — 97,3 чоловіків також старших 18 років.
Середній дохід на одне домашнє господарство  становив 117 185 доларів США (медіана — 86 061), а середній дохід на одну сім'ю — 145 549 доларів (медіана — 117 368). Медіана доходів становила 78 295 доларів для чоловіків та 33 750 доларів для жінок. За межею бідності перебувало 4,3 % осіб, у тому числі 0,0 % дітей у віці до 18 років та 0,0 % осіб у віці 65 років та старших.
Цивільне працевлаштоване населення становило 637 осіб. Основні галузі зайнятості: освіта, охорона здоров'я та соціальна допомога — 20,7 %, науковці, спеціалісти, менеджери — 16,3 %, мистецтво, розваги та відпочинок — 15,2 %.